# Chicago Cheetahs
Die Chicago Cheetahs waren ein US-amerikanisches Inlinehockeyfranchise aus Chicago im Bundesstaat Illinois. Es existierte von 1994 bis 1995 und nahm an zwei Spielzeiten der professionellen Inlinehockeyliga Roller Hockey International teil. Die Heimspiele des Teams wurden im UIC Pavilion (1994) und Odeum Expo Center (1995) ausgetragen.
Mitbesitzer des Teams war der bekannte Basketballstar George Mikan.

## Geschichte
Die Chicago Cheetahs wurden 1994 im Zuge der Expansion der Roller Hockey International gegründet. In ihrer Premierensaison erreichte das Team das Conference-Viertelfinale und unterlag dort den Pittsburgh Phantoms. 
In der Saison 1995 erreichten die Cheetahs mit Cheftrainer Randy Boyd erneut das Conference-Viertelfinale und schieden gegen die Montreal Roadrunners aus.
Nach der Saison 1995 wurde das Team aufgelöst.
Die Cheetahs verzeichneten in ihren zwei Spielzeiten einen vergleichsweise geringen Zuschauerzuspruch. Im Durchschnitt besuchten im ersten Spieljahr 1762 Personen die Spiele, dieser Wert sank im Folgejahr auf 1325 Besucher.
Die Teamfarben waren Orange, Tapioka und Schwarz.

## Saisonstatistik
Abkürzungen: Sp = Spiele, S = Siege, N = Niederlagen, U = Unentschieden, Pkt = Punkte, T = Erzielte Tore, GT = Gegentore
| Saison | Sp | S  | N  | U | Pkt | T   | GT  | Platz       | Playoffs                                                 |
| 1994   | 22 | 12 | 10 | 0 | 24  | 182 | 190 | 3., Central | Niederlage im Conference-Viertelfinale, 1:2 (Pittsburgh) |
| 1995   | 24 | 10 | 12 | 2 | 22  | 194 | 194 | 4., Central | Niederlage im Conference-Viertelfinale, 0:2 (Montreal)   |

## Bekannte Spieler
- Randy Boyd
- Ron Handy
- Bob Nardella
- Jeff Rohlicek
- Al Secord
- Harry York